# Mendozellus tarandus
Mendozellus tarandus är en insektsart som beskrevs av Delong 1982. Mendozellus tarandus ingår i släktet Mendozellus och familjen dvärgstritar. Inga underarter finns listade i Catalogue of Life.